# 鄭敬道
郑敬道（?—?），北魏、西魏官员，荥阳开封人。
郑敬道是郑晔的玄孙，郑羲二哥中书博士郑小白的曾孙，祖父鸿胪少卿郑胤伯，父亲司州别驾郑幼儒，母亲是高阳王元雍的女儿元氏。郑幼儒去世后，元氏淫荡凶悖，肆行无礼。郑敬道和弟弟郑敬德，都走入关中，出仕西魏。郑幼儒从兄郑伯猷对同宗们说：“从弟人才，足为令德，不幸得如此妇，今死复重死，可为悲叹。”郑敬道历任巴州刺史、开州刺史、新州刺史。郑敬道之子郑正则在北周官至复州刺史。